# 17963 Vonderheydt
17963 Vonderheydt è un asteroide della fascia principale. Scoperto nel 1999, presenta un'orbita caratterizzata da un semiasse maggiore pari a 2,3298621 UA e da un'eccentricità di 0,1186113, inclinata di 4,34684° rispetto all'eclittica.